# Amt Eggebek
Het Amt Eggebek is een Amt in de Duitse deelstaat Sleeswijk-Holstein. Het huidige Amt, gelegen in het Landkreis Schleswig-Flensburg, ontstond in 1968 uit een fusie van de voormalige Ämter Wanderup en Jörl. In 1970 werd de gemeente Langstedt aan het Amt toegevoegd.

## Deelnemende gemeenten
| 1. Eggebek 2. Janneby 3. Jerrishoe 4. Jörl | 1. Langstedt 2. Sollerup 3. Süderhackstedt 4. Wanderup |